# Andrena scotoptera
Andrena scotoptera är en biart som beskrevs av Cockerell 1934. Andrena scotoptera ingår i släktet sandbin, och familjen grävbin. Inga underarter finns listade i Catalogue of Life.